# Personlighetsutveckling
Personlighetsutveckling är bland annat ett begrepp inom psykoanalysen och som syftar till att beskriva hur en individ utvecklas under hela sin levnad. Genom historien har många olika teorier och inriktningar kring personlighetsutveckling förts fram.
Man har bland annat försökt visa på att en persons egenskaper grundläggs tidigt i livet, men även att en människas utvecklingsprocess inte följer ett visst tidsmönster eller sker i en viss kronologisk ordning.
Personlighetsutveckling ingår även som en delkomponent i personlighetsteorin vilket är en vetenskaplig modell för att beskriva en individ.